# Leerplicht
Leerplicht is de wettelijke verplichting om kinderen onderwijs te laten volgen. Wanneer sprake is van de verplichting om dit aan een school te doen, wordt dit schoolplicht genoemd. Leerplicht en schoolplicht verschillen van land tot land, waarbij in sommige landen thuisonderwijs wel toegestaan is en in andere landen niet of slechts onder bepaalde voorwaarden.
De inburgeringswet in Nederland valt niet onder de leerplichtwet, maar betekent in de praktijk wel de verplichting tot leren voor veel nieuwkomers en oudkomers, met sancties voor wie hier niet aan voldoet.

## Begin
De eerste pogingen om leerplicht in te voeren zijn vervat in de wetgeving van enkele Duitse staten, nl. de hertogdommen Weimar (1619), Gota (1642) en Brandenburg-Pruisen (1698 en 1717). Keizerin Maria Theresia van Oostenrijk introduceerde in 1774 leerplicht in de landen van het Habsburgse Rijk.

## België

### Geschiedenis
De Belgische grondwet schrijft dat iedereen recht heeft op onderwijs, met eerbied voor de fundamentele rechten en vrijheden. Om dit leerrecht te garanderen, is er een leerplicht. Het maakt niet uit hoe het kind onderwijs krijgt. De vrijheid van onderwijs is in België van toepassing op de ouders. Overtredingen van de leerplichtwet kunnen nooit door de leerlingen, maar enkel door de ouders begaan worden.
Op 26 december 1864 wordt de Ligue d'Enseignement opgericht, een nationale vereniging om het onderwijs in België te verbeteren. Lagere scholen zijn dan misschien wel grotendeels toegankelijk voor alle lagen van de bevolking, maar in de praktijk is het voor arbeiders- en boerengezinnen niet altijd evident om het schoolgeld te betalen. Bovendien moeten veel kinderen in die lagere klassen werken om bij te dragen aan het gezinsinkomen. Een eerste wetsvoorstel om algemene leerplicht in te voeren voor kinderen van 6 tot 12 jaar wordt in 1883 nog lauw onthaald door de meeste katholieke en zelfs verschillende liberale politici. Maar na 80 jaar van touwtrekkerij komt de Schoolstrijd aan de vooravond van de Eerste Wereldoorlog uiteindelijk toch ten einde en wordt de wet op de leerplicht goedgekeurd.
De wet-Poullet van 19 mei 1914 introduceerde de leerplicht voor alle kinderen tussen 6 en 12 jaar en stipuleerde dat de bovenste leeftijdsgrens zou verhoogd worden tot 13 en vervolgens 14 jaar. De maatregel zorgde voor een forse daling van de ongeletterdheid onder de bevolking. Tevens werd het Medisch Schooltoezicht opgericht, om de kritiek tegen te gaan dat een (verplichte) concentratie van kinderen tot ongezonde situaties zou leiden. De leerplicht viel dus samen met het lager onderwijs. In 1953 trekt de Belgische regering met Onderwijsminister Pierre Harmel de leerplicht op tot 15 jaar. Toen in de jaren zeventig een aantal studies een verband toonden tussen onderwijsniveau en werkloosheid, werd de leerplicht verlengd tot 16 jaar. Uiteindelijk werd de leerplicht door de wet van 29 juni 1983 verlengd tot 18 jaar. Op die manier probeerde men jongeren van de straat en uit de werkloosheid te houden. En het was een serieuze besparingsoperatie, twee jaar lang kwamen er geen werklozen bij op de arbeidsmarkt.

### Huidige regeling
De leerplicht gaat in op 1 september van het burgerlijk jaar waarin het kind 5 jaar wordt en duurt 12 volle schooljaren. Bij aanvang van de leerplicht is een kind dus minimaal 4 jaar en 8 maanden (namelijk, als het nog op 31 december van dat jaar verjaart) en maximaal 5 jaar en 8 maanden (als het al op 1 januari van dat jaar verjaard is). Op 1 september 2013 vatten dus in de regel alle leerlingen geboren in 2007 het eerste leerjaar aan. Van die regel kan worden afgeweken door een vervroegde of verlate instap, na overleg met het Centrum voor Leerlingenbegeleiding.
Hoewel leerplicht nog een federale bevoegdheid is voegde de Vlaamse minister van onderwijs vanaf schooljaar 2008-2009 een bijkomende voorwaarde toe: alvorens in het eerste leerjaar te kunnen starten, moet de leerling minstens één jaar (Nederlandstalig) kleuteronderwijs gevolgd hebben, tenzij men op een taalproef kan aantonen het Nederlands voldoende onder de knie te hebben. Formeel wordt de leerplichtdatum niet gewijzigd; in de praktijk komt het er wel op neer dat iedereen een jaartje eerder naar school moet beginnen gaan.
Alle kinderen die in België verblijven zijn leerplichtig. Vanaf 15 of 16 jaar kan een jongere deeltijds leren en deeltijds werken en zo aan de leerplicht voldoen in DBSO of in de leertijd. De leerplicht eindigt op het einde van het schooljaar (op 30 juni dus) van het jaar waarin de leerling 18 jaar wordt of wanneer het diploma secundair onderwijs wordt behaald (ongeacht de leeftijd van de jongere).
Leerplicht is geen schoolplicht. Thuisonderwijs is ook mogelijk. Ouders die hiervoor kiezen moeten dit aan het departement onderwijs meedelen. De Vlaamse overheid zorgt voor een leerplichtcontrole, om na te gaan of alle leerplichtige leerlingen wel aan de leerplicht voldoen. De leerplichtcontrole betreft zowel: is elke leerling ingeschreven in een school (of erkend als huisonderwijs)? als: volgt elke leerling regelmatig de lessen?. Onder deze leerplichtcontrole valt dus ook het begeleiden van spijbelaars. Waar de inspectie eerder bestraffend optreedt naar ouders, zal het CLB trachten de leerling (en zijn ouders) te begeleiden, m.a.w. iets te doen aan de onderliggende oorzaak van het spijbelen.
De Belgische grondwet bepaalt voorts dat het onderwijs kosteloos is tot het einde van de leerplicht. De toegang tot het kleuteronderwijs (een uitzondering, want geen leerplichtonderwijs), het lager onderwijs en het secundair onderwijs is gratis. Basis- en secundaire scholen die door de overheid gefinancierd of gesubsidieerd worden, mogen dus geen inschrijvingsgeld vragen. Voor bijkomende kosten voor leermiddelen e.d. geldt een maximumfactuur. Voor het secundair onderwijs bestaat een stelsel van schooltoelagen voor ouders met een laag inkomen. Vanaf 2008-2009 werd ook een schooltoelage voor kinderen van het lager onderwijs voorzien.

### Uitbreiding leerplicht
In februari 2019 gaf de Vlaamse regering een positief advies aan de federale overheid voor het verlagen van de beginleeftijd van de leerplicht naar vijf jaar in plaats van zes. Daarmee zou het laatste jaar van het kleuteronderwijs ook verplicht gesteld worden. De voorgestelde maatregel zou moeten dienen om de kleine groep kleuters die geen kleuteronderwijs volgen beter voor te bereiden op het eerste leerjaar van het lager onderwijs. Wel drong de Vlaamse regering erop aan om de verlaging van de leerplichtleeftijd niet te koppelen aan een verplichting om al levensbeschouwelijke lessen aan te bieden in de derde kleuterklas van het officieel onderwijs. Anders zou dat betekenen dat kinderen in de derde kleuterklas dan al van elkaar gescheiden zouden worden voor de verschillende levensbeschouwelijke lessen.
In maart 2019 keurde de Kamer van volksvertegenwoordigers de leeftijdsverlaging unaniem goed. De wetswijziging gaat in vanaf het schooljaar 2020-2021; vanaf dan zal elk kind in België vanaf de leeftijd van 5 jaar onderwijs moeten volgen.

## Frankrijk
De eerste leerplicht in Frankrijk werd ten tijde van Lodewijk XIV ingevoerd, met als ogenschijnlijk doel het lijden van de bevolking doen af te nemen. Het had echter wel als “bijkomend voordeel” voor de koning dat hierdoor de rijken niet meer privé geschoold werden, zonder toezicht van de overheid en dat de groei van het protestantisme tegengegaan kon worden.
In Frankrijk poogde men de leerplicht in te stellen na de revolutie van 1848, maar pas met de wet van 28 maart 1882 werd de leerplicht ingevoerd. Het basisonderwijs wordt dan verplicht voor leerlingen (jongens én meisjes) van 6 tot 13 jaar. De wet voorzag dat ook aan de leerplicht kon worden voldaan door huisonderwijs.
De wet was voor zijn tijd vooruitstrevend, en voorzag zelfs in het opgelegde minimumprogramma, waaronder naast lezen, schrijven, rekenen, ook "burgerzin" (instruction morale et civique), vaderlandse geschiedenis, creatieve vakken, kennismaking met de natuurwetenschappen en hun toepassingen, inbegrepen het hanteren van werktuigen en zorg voor hygiëne. Zeer merkwaardig was toen ook (voor de jongens) de "exercices mililtaires"; voor de meisjes was er ondertussen naaiwerk.
In 1936 werd de leerplicht verlengd tot 14 jaar; en in 1959 tot 16 jaar. Voorstellen om de leerplicht te verlengen tot 18 jaar hebben het niet gehaald.

## Luxemburg
Onder premierschap van Félix de Blochausen werd op 20 april 1881 door minister van Binnenlandse Zaken Henri Kirpach de leerplichtswet doorgevoerd die het voor kinderen van 9 tot 12 jaar verplicht stelde om onderwijs te volgen.

## Nederland

### Geschiedenis
De eerste leerplichtwet in Nederland is opgesteld onder verantwoordelijkheid van de toenmalig minister van Binnenlandse Zaken Hendrik Goeman Borgesius en werd aangenomen in 1900. De wet trad in werking op 1 januari 1901. Deze wet verplichtte kinderen van 6 tot 12 jaar tot het volgen van onderwijs. De leerplicht startte dus bij de aanvang van het schooljaar nadat de kinderen ten volle 6 jaar geworden zijn. Voor sommige kinderen werden uitzonderingen gemaakt, zoals voor boerenkinderen tijdens de oogsttijd. Dochters mochten ook thuisblijven om het gezin te verzorgen.
De leerplichtwet van 1900 werd met 50-49 stemmen aangenomen, doordat een tegenstander (Francis David Schimmelpenninck) van zijn paard was gevallen en daardoor niet kon stemmen. Het paard is verstandiger dan zijn meester zeiden voorstanders van de leerplichtwet. Tegelijk lieten de liberalen het doodzieke Kamerlid Jacob Johan van Kerkwijk (1830-1901), die vóór zou stemmen, met een rijtuig naar Den Haag brengen. Vooral onder de christelijke partijen was verzet, omdat zij het bestaansrecht van christelijke scholen bij wet geregeld wilden hebben. Dit gebeurde pas bij de Grondwetswijziging van 1917 (Artikel 23 van de Grondwet). De socialisten waren ook tegen de wet, maar dan omdat zij de wet niet ver genoeg vonden gaan.
De leerplichtwet 1900 kende als speciale vorm van onderwijs ook nog het huisonderwijs (zoals dat in adellijke families toen nog voorkwam) als geldige vorm van onderwijs, mits door een bevoegde onderwijzer gegeven. Had dat huisonderwijs er niet in gestaan, dan zouden diverse Kamerleden tegen hebben gestemd.
In 1928 werd de leerplicht verlengd van 6 naar 7 jaar en in 1942 naar 8 jaar.
Deze leerplicht gold overigens niet voor "trekkende" kinderen zoals van schippers, zigeuners en kermisvolk. Zij werden pas in de volgende aanpassing meegenomen (Leerplichtwet 1969).
In 1969 werd een nieuwe leerplichtwet ingevoerd, vanaf dat moment heet de wet Leerplichtwet 1969. De leerplichtperiode werd verlengd naar 9 jaar. Verder werd bij wet een toezichthouder aangesteld (de leerplichtambtenaar), die op naleving van de leerplichtwet moest toezien, ter vervanging van de vroeger bestaande commissies tot wering van schoolverzuim. Huisonderwijs als mogelijkheid om de leerplicht te vervullen werd afgeschaft.
In 1975 werd de leerplichtperiode nog eens verlengd, naar 10 jaar en werd toegevoegd dat een kind na 10 jaar nog partieel leerplichtig (2 dagen per week) is tot en met het schooljaar waarin het kind 17 is geworden. Ook werd bepaald dat meerderjarigheid niet langer een criterium is om aan de leerplicht te ontkomen. Dit laatste werd toegevoegd omdat steeds meer allochtone meisjes voor hun 18e trouwden en zo voor de wet meerderjarig werden en niet langer leerplichtig waren. De partiële leerplicht werd veelal vervuld (als men niet naar een dagschool bleef gaan) op een vormingscentrum, waar veel maatschappijleer e.d. werd gegeven om de jongeren weerbaarder te maken. Velen ontdoken echter deze partiële leerplicht en werkgevers wilden geen jongeren van 16 aannemen omdat ze die twee dagen in de week verlof moesten geven (en 17-jarigen een dag).
Per september 1985 werd de Wet op het Basisonderwijs ingevoerd. Daarbij wordt de kleuterschool voor kinderen van 4 en 5 jaar samengevoegd met de lagere school tot de basisschool. Tegelijkertijd wordt het begin van de leerplicht vervroegd. Tot dan toe moesten de kinderen naar school aan het begin van het schooljaar als ze 6 jaar waren, of voor 1 oktober (de peildatum) 6 jaar zouden worden. Van die tijd af moesten kinderen naar school vanaf de eerste schooldag van de maand na de maand waarin ze 5 jaar worden.
Per 3 december 2007 is de partiële leerplicht vervallen.

### Huidige regeling
De leerplicht wordt geregeld in de Leerplichtwet 1969 (inclusief de daarna plaatsgevonden wijzigingen van een aantal artikelen). Dit betekent dat kinderen tussen de 5 en 16 jaar oud leerplichtig zijn. Sinds 1 augustus 2007 geldt de kwalificatieplicht. Jongeren tussen de 16 en 18 jaar moeten aan deze startkwalificatie voldoen. Ze voldoen hieraan als ze een diploma op minimaal mbo-niveau 2 of minimaal havo of vwo hebben gehaald. Het doel is om voortijdige schooluitval te bestrijden.
De leerplicht begint op de eerste dag van de maand na de vijfde verjaardag (in Europees Nederland) of vierde verjaardag (Caribisch Nederland) van een kind. Bij aanvang van de leerplicht is een kind dus minimaal 5 (of 4) jaar en een dag en maximaal 5 (of 4) jaar en een maand.
In de leerplichtwet is vastgelegd dat ouders ervoor moeten zorgen dat hun kinderen bij een school staan ingeschreven en dat zij de school bezoeken. Vanaf de leeftijd van 12 jaar zijn leerplichtige jongeren zelf ook verantwoordelijk voor regelmatig bezoek van de school waar zij staan ingeschreven. Het aan regels binden van schoolverzuim om regelmatig schoolbezoek te verzekeren is een manier om te bereiken dat zo veel mogelijk jongeren zo veel mogelijk lesuren bijwonen.

### Vrijstelling
Volgens de wet kunnen kinderen worden vrijgesteld van leerplicht. Dit betekent dat ouders hun kind niet hoeven in te schrijven op een school. Kinderen gaan dan ook niet naar school maar krijgen, in de meeste gevallen, thuisonderwijs of een andere vorm van vervangend onderwijs.
In Artikel 5 van de leerplichtwet staan de volgende gronden voor vrijstelling. De ouders zijn vrijgesteld van de verplichting om te zorgen, dat een jongere als leerling van een school staat ingeschreven, zolang
- de jongere op lichamelijke of psychische gronden niet geschikt is om tot een school dan wel een instelling te worden toegelaten;
- zij tegen de richting van het onderwijs op alle binnen redelijke afstand van de woning - of, indien zij geen vaste verblijfplaats hebben, op alle binnen Nederland - gelegen scholen onderscheidenlijk instellingen waarop de jongere geplaatst zou kunnen worden, overwegende bedenkingen hebben;
- de jongere als leerling van een inrichting van onderwijs buiten Nederland staat ingeschreven en deze inrichting geregeld bezoekt.

### Tijdelijke uitzonderingen
Leerlingen voor wie het volgen van volledig dagonderwijs niet haalbaar is, kunnen gebruikmaken van de vervangende leerplicht. Hieraan zijn strenge regels verbonden. De vervangende leerplicht geldt voor jongeren vanaf 14 jaar. Het is de bedoeling dat leerling na een jaar weer instroomt in het reguliere onderwijs. Burgemeester en wethouders beslissen over een verzoek tot vervangende leerplicht.
Bij ziekte, schoolsluiting en vervulling van plichten die voortvloeien uit godsdienst of levensovertuiging kunnen/hoeven leerlingen de school niet te bezoeken. Ouders of verzorgers kunnen bij gewichtige omstandigheden (bijvoorbeeld in verband met huwelijken en sterfgevallen in de naaste familie, ernstige ziekte van ouders en zeer slechte weersomstandigheden) verlof aanvragen bij de directeur van de school.
Ook bestaat de mogelijkheid om extra vakantieverlof (maximaal 10 schooldagen) bij de directeur van de school aan te vragen. Dit verlof geldt alleen voor gezinnen die vanwege seizoensgebonden werkzaamheden in de zomermaanden niet op vakantie kunnen. In de praktijk is de kans dat vakantieverlof wordt toegestaan doorgaans nihil. Immers de leerplichtambtenaar controleert de scholen hierop en kan bestraffend tegen de directeur optreden indien deze op oneigenlijke gronden extra vakantieverlof zou toekennen. Dient men een verzoek in bij de directeur van de school en weigert deze het verlof, dan kan men binnen zes weken een bezwaar- en evt. beroepsprocedure beginnen na de bekendmaking ervan.
Voor ander verlof dan vakantieverlof voor meer dan tien dagen dient een verzoek in gediend te worden bij de leerplichtambtenaar van de woongemeente (idem voor bezwaar enz.).
Ook ouders die hun kinderen toestaan 'schoolziek' te zijn, overtreden daarmee de leerplichtwet en zijn strafbaar. Het is een misverstand dat kinderen recht hebben op een of meer baal- of snipperdagen. Directeuren kunnen elke dag (elk uur) van ongeoorloofd verzuim melden aan de leerplichtambtenaar. Vanaf drie dagen verzuim is een schooldirecteur in het primair en voortgezet onderwijs dit verplicht te melden. Voor mbo-instellingen geldt die verplichting bij een verzuim van 1/8 deel van het aantal uren les- of praktijktijd in
vier opeenvolgende weken. Indien een directeur het verzuim niet meldt aan de Leerplichtambtenaar is hij zelf strafbaar en kan de Leerplichtambtenaar de directeur straffen door een proces-verbaal tegen hem op te maken.

### Toezicht en handhaving
De leerplichtwet bepaalt dat gemeenten toezicht houden op de leerplicht. Bijna iedere gemeente heeft daarom tegenwoordig een leerplichtambtenaar die controleert of iedere leerplichtige jongere ingeschreven is bij een school en gaat na wat de reden is als jongeren (vaak) wegblijven van school. De leerplichtambtenaar kan een proces-verbaal opmaken voor bijna elke ongeoorloofde afwezigheid. De boete kan bij wegblijven wegens vakantie oplopen tot 500 euro of meer, dit wordt door de rechter bepaald. Bijvoorbeeld ouders die hun kind meenemen naar wintersport of ouders die naar het land van herkomst teruggaan en een paar weken te laat terugkomen. De meeste scholen geven het verzuim echter niet volledig door aan de leerplichtambtenaar, ook om de verhouding met de ouders goed te houden.

### Voorstellen voor strenger toezicht op particuliere scholen
In 2007 was er een wetswijziging van de leerplichtwet in behandeling bij de Eerste en Tweede Kamer. Deze wetswijziging beoogt onder andere aanscherping van de criteria waaraan niet door de staat bekostigde (particuliere) scholen moeten voldoen. De Raad van State heeft negatief geoordeeld over dit wetsvoorstel. Volgens de Raad houdt het voorstel een beperking van de grondwettelijke vrijheid van onderwijs in en is het voorstel overbodig omdat slecht presterende scholen ook onder de huidige wetgeving kunnen worden aangepakt. De Tweede Kamer heeft het wetsontwerp goedgekeurd terwijl de Onderwijsraad in het geheel niet is gehoord. De Eerste Kamer heeft hierop de nodige aanmerkingen gemaakt en de minister en de staatssecretaris om opheldering gevraagd.
Particuliere scholen met een sterk vernieuwende instelling zijn fel gekant tegen het wetsvoorstel. Zij voelen zich ernstig in hun vrijheid beperkt. Bovendien hebben zij zelf geen rechtsingang voor bezwaar en beroep als zij het over de inrichting van het onderwijs niet met de inspectie eens zijn. De ouders van leerlingen worden op grond van overtreding van de leerplichtwet in rechte betrokken.

### Inburgeringswet
De inburgeringswet valt niet onder de leerplichtwet, maar betekent in de praktijk wel de verplichting tot leren voor veel nieuwkomers en oudkomers omdat zware sancties opgelegd kunnen worden.

### Caribisch Nederland
Op de drie eilanden van de voormalige Nederlandse Antillen die sinds 2010 in het Nederlandse staatsbestel zijn geïntegreerd, de BES-eilanden Bonaire, Sint Eustatius en Saba, geldt sinds 2010 de Leerplichtwet BES. Op grond daarvan moeten alle kinderen van 4 t/m 16 jaar op een school ingeschreven staan en die ook daadwerkelijk bezoeken.

## Voormalige Nederlandse Antillen
In tegenstelling tot Suriname, heeft de Nederlandse koloniale overheid op de toenmalige Nederlandse Antillen nooit een leerplicht ingesteld. Dit is tevens een verklaring voor de zwakke positie van het Nederlands en de sterke positie van de volkstalen Papiaments en Engels op de eilanden.
De Staten van de Nederlandse Antillen stelden, naar aanleiding van de ratificatie van het Internationaal Verdrag inzake economische, sociale en culturele rechten, op 19 juli 1991 een Leerplichtlandsverordening vast. Deze zou vervolgens middels eilandsverordeningen op de afzonderlijke eilanden ingevoerd worden: op Curaçao op 2 december 1991, op Saba op 20 april 1994, op Bonaire op 12 augustus 1996 en op Sint Eustatius op 27 november 1997.
Sinds 2010 zijn Bonaire, Sint Eustatius en Saba verder in Nederland geïntegreerd, zie daarvoor het kopje 'Caribisch Nederland' hierboven.

### Sint Maarten
Op Sint Maarten is de leerplicht nog steeds niet ingevoerd, omdat de scholen niet voldoende capaciteit hebben om het grote aantal kinderen van inwoners zonder verblijfsvergunning naar school te laten gaan.

### Aruba
Aruba, dat sinds 1986 een status aparte heeft als land binnen het Koninkrijk, had jarenlang geen leerplicht. Na 11 jaar voorbereiding werd in augustus 2012 een begin gemaakt om de leerplicht in te stellen. Kinderen van 4 t/m 16 jaar moeten regulier of thuisonderwijs genieten.

## Suriname
Suriname was het eerste gebied in het Koninkrijk der Nederlanden waar een wettelijke leerplicht gold. De gouverneur van de kolonie Suriname, jhr. C.A. van Sypesteyn, voerde op 8 december 1876 een algemene leerplicht in voor kinderen van 7 tot 12 jaar. Tegelijk werd het Nederlands ingevoerd als enige onderwijstaal. Tot dan werd in veel scholen lesgegeven in ter plaatse gesproken talen als Sranantongo en Saramaccaans. Het Nederlandstalige onderwijs zorgde ervoor dat kennis van het Nederlands niet langer beperkt bleef tot de (blanke) bovenlaag van de bevolking, maar zich verspreidde over de gehele bevolking en kon uitgroeien tot de nationale taal die het vandaag is. Bovendien kreeg de bevolking via het onderwijs toegang tot de Nederlandse cultuur en werd zodoende het hogere doel 'volksverheffing' in de praktijk gebracht.
Sinds de instelling van de leerplichtwet in 1876 heeft deze geen wijzigingen ondergaan. Tegenwoordig gaan de meeste kinderen echter al vanaf hun vierde jaar naar school en volgen ze onderwijs tot hun zestiende. Bij de meeste lagere scholen bevindt zich ook een kleuterschool.

## Bezwaren tegen de leerplicht

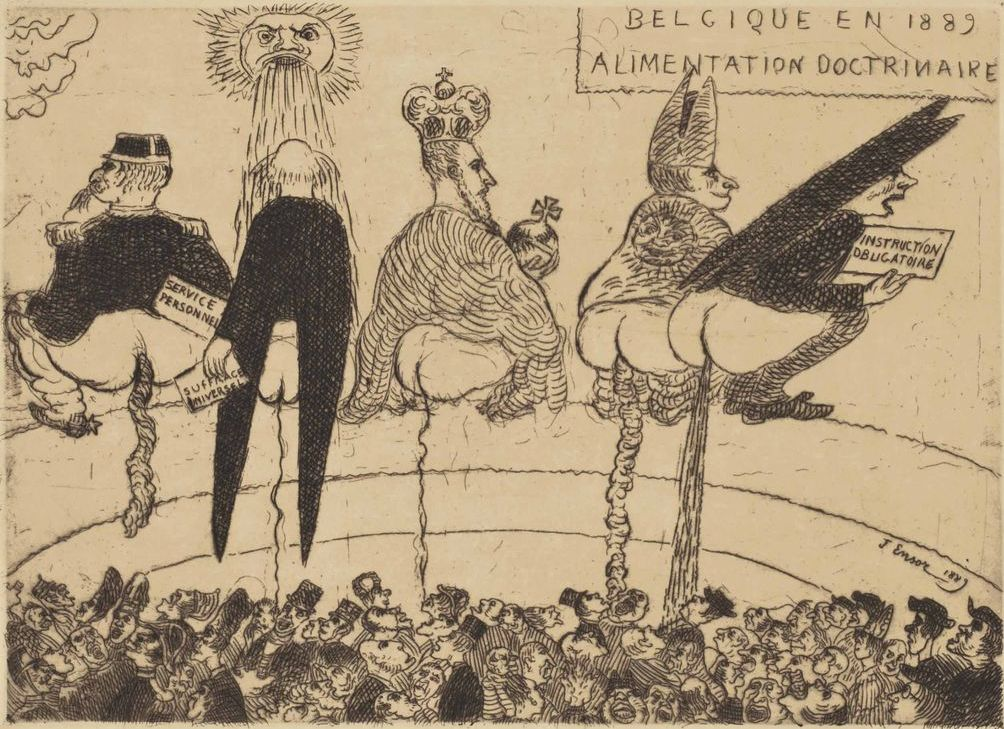
Spotprent van Ensor op de "doctrinaire spijziging" (1889)

Er worden ook bezwaren tegen de leerplichtwet genoemd:
- De leerplicht is ruim 100 jaar geleden ingevoerd om te voorkomen dat kinderen moesten werken. Het was een wet ter bescherming van de kinderen. Tegenwoordig zijn er ook andere wetten die het werken van kinderen tegenhouden en wat dat betreft is de leerplicht overbodig.
- Het is een aantasting van het ouderlijk gezag en een onnodige inmenging door de overheid in het privé-leven van ouder en kind. Bij goede schoolresultaten verzet een extra vakantiedag zich immers niet tegen het doel van de regeling.
- Het onderwijs speelt onvoldoende in op de behoeften van sommige groepen leerlingen, zoals degenen die hoogbegaafd zijn, of degenen die liever met hun handen dan met hun hoofd werken. Voor hen is het soms lastig om naar school te blijven gaan. Deze groepen leerlingen komen echter niet voor vrijstellingen van leerplicht in aanmerking.